# Gmina zbiorowa Grafschaft Hoya
Gmina zbiorowa Grafschaft Hoya (niem. Samtgemeinde Grafschaft Hoya) – gmina zbiorowa położona w niemieckim kraju związkowym Dolna Saksonia, w powiecie Nienburg (Weser). Siedziba administracji gminy zbiorowej znajduje się w mieście Hoya.
1 stycznia 2011 do gminy zbiorowej przyłączono cztery gminy tworzące gminę zbiorową Eystrup, która została rozwiązana.

## Podział administracyjny
Do gminy zbiorowej Grafschaft Hoya należy dziesięć gmin, w tym jedno miasto (Stadt) oraz jedno miasto (Flecken):
1. Bücken
2. Eystrup
3. Gandesbergen
4. Hämelhausen
5. Hassel (Weser)
6. Hilgermissen
7. Hoya
8. Hoyerhagen
9. Schweringen
10. Warpe